# European Young Chemists' Network
L'European Young Chemists’ Network (EYCN) è la divisione giovane della Società Chimica Europea (European Chemical Society, EuChemS), e riunisce tutti i giovani chimici, di età inferiore ai 35 anni, appartenenti alle singole società chimiche affiliate a EuChemS.

## La fondazione
EYCN è stato fondato nel 2006 e l'idea di creare questa realtà è nata grazie alla proposta di alcuni giovani chimici provenienti da tutta Europa. Il 31 agosto 2006, durante il 1º Congresso Europeo di Chimica (ECC) a Budapest, è stato scritto un documento intitolato "Obiettivi, compiti e finalità di EYCN". Nel marzo 2007, Jens Breffke (Germania) e Csaba Janáky (Ungheria) hanno invitato tutte le società affiliate ad EuChemS a mandare una delegazione dei propri soci giovani a Berlino al fine di redigere un regolamento che inquadrasse e definisse EYCN, documento successivamente accettato e ufficializzato dal Comitato Esecutivo dell'EuChemS. Nel mentre, EYCN ha contattato tutti i giovani chimici facenti parti del network europeo per iniziare a scambiare conoscenze, esperienze e idee. Dalla sua fondazione, le società chimiche di 28 nazioni hanno eletto dei rappresentanti giovani (< 35 anni) per rappresentare le loro divisioni giovani in EYCN (mappa).

## L'Organizzazione
EYCN ha un consiglio direttivo composto da un Coordinatore, un Segretario e quattro Leader per gli altrettanti gruppi di lavoro (Network, Membership, Science e Communication), ciascuno con progetti e responsabilità specifiche. Essendo EYCN una delle divisioni più attive di EuChemS, il suo obiettivo principale è quello di supportare e guidare i giovani (studenti, ricercatori e professionisti) all'inizio della loro carriera attraverso riconoscimenti (come premi per miglior poster e/o presentazione orale, riconoscimenti internazionali quali l’European Young Chemist Award – EYCA, ecc.), programmi di scambio (come le borse di studio per la partecipazione ai congressi, l’iniziativa Young Chemists Crossing Borders – YCCB) e altre attività educative di divulgazione, tra le quali figurano Photochimica (concorso fotografico), Chemistry Rediscovery (concorso di videoclip), Career Days e congressi focalizzati ad implementare le soft-skills.
È importante sottolineare che EYCN da diversi anni collabora con successo con altri network di giovani chimici a livello nazionale ed internazionale, come lo Younger Chemists Committee (ACS-YCC) dell’American Chemical Society e recentemente con l'International Younger Chemists’ Network (IYCN). Tutti i progetti portati a termine da EYCN non sarebbero stati possibili senza il supporto tecnico e finanziario di EuChemS e di EVONIK Industries, partner ufficiale di EYCN.
A livello italiano, il Gruppo Giovani della Società Chimica Italiana ha contribuito attivamente alla forte crescita di EYCN negli ultimi anni. Tant’è che nel 2017, l’Italia si è giudicata l’organizzazione della 13ª Assemblea dei delegati EYCN, tenutasi a Torino, riscuotendo un enorme successo, con circa 22 Nazioni e 24 Società rappresentate.

## Progetti ed Eventi
Allo scopo di far avvicinare un vasto pubblico al mondo della scienza, dal 2016 EYCN organizza in collaborazione con la Royal Society of Chemistry (RSC) la competizione fotografica Photochimica, e la competizione Chemistry Rediscovered, focalizzata sulla realizzazione di brevi video divulgativi.
EYCN organizza anche una moltitudine di altri eventi, tra i quali: la conferenza biennale internazionale European Young Chemists’ Meeting (EYCheM), un simposio al biennale ECC e un’assemblea dei delegati annuale. Ad oggi, ci sono state 15 assemblee dei delegati. La prima si è svolta a Budapest (Ungheria) nel 2006.

## Composizione del Consiglio Direttivo EYCN
Dal 2006 al 2013 il consiglio direttivo EYCN e le relative squadre di lavoro sono stati rinnovati senza una cadenza annuale specifica. Dopo il 2013, le elezioni per il rinnovo dei membri del consiglio direttivo si svolgono ogni 2 anni. Ogni consiglio direttivo ha contribuito ad aumentare l’impatto di EYCN attraverso diversi contributi chiave.
- 2019-2021[9][10]

Presidente: Antonio M. Rodríguez García (Spagna); Segretario: Maximilian Menche (Germania); Tesoriere: Jelena Lazić (2019–20) (Serbia), Carina Crucho (2020–21) (Portogallo); Leader del gruppo di lavoro Communication: Maxime Rossato (Francia); Leader del gruppo di lavoro Global Connections: Lieke van Gijzel (Olanda); Leader del gruppo di lavoro Membership: Miguel Steiner (Austria); Leader del gruppo di lavoro Networks: Jovana V. Milic (Svizzera); Leader del gruppo di lavoro Science: Katarina Josifovska (2019–20) (Macedonia del Nord), Robert-Andrei Țincu (2020–21) (Romania); Consigliere: Alice Soldà (Italia)
- 2017-2019[11][12]

Presidente: Alice Soldà (Italia); Segretario: Torsten John (Germania); Leader del gruppo di lavoro Communication: Kseniia Otvagina (Russia); Leader del gruppo di lavoro Membership: Jelena Lazić (Serbia); Leader del gruppo di lavoro Networks: Victor Mougel (Francia); Leader del gruppo di lavoro Science: Hanna Makowska (Polonia); Consigliere: Fernando Gomollón-Bel (Spain)
Principali risultati: Realizzazione della pagina web "Chemistry across Europe" che fornisce delle informazioni di base sulla chimica in campo accademico e industriale di tutta l’Europa e l’apertura del canale YouTube di EYCN. Organizzazione de secondo European Young Chemists' Meeting (EYCheM) in collaborazione con la JCF di Bremen.
- 2015-2017

Presidente: Fernando Gomollón-Bel (Spagna); Segretario: Camille Oger (Francia); Leader del gruppo di lavoro Science: Oana Fronoiu (Romania); Leader del gruppo di lavoro Communication: Sarah Newton (Regno Unito); Leader del gruppo di lavoro Networks: Michael Terzidis (Grecia); Leader del gruppo di lavoro Membership: Emanuel Ehmki (Austria)
Principali risultati: Definizione delle regole del processo di elezione del consiglio direttivo di EYCN e della partecipazione alla assemblea dei delegati. Pubblicazione di una newsletter mensile.
- 2013-2015

Presidente: Frédérique Backaert (Belgio); Segretaria: Aurora Walshe (Regno Unito); Leader del gruppo di lavoro Science: Vladimir Ene (Romania); Leader del gruppo di lavoro Communication: Lisa Phelan (Irlanda); Leader del gruppo di lavoro Membership: Koert Wijnbergen (Olanda); Leader del gruppo di lavoro Networks: Anna Stefaniuk-Grams (Polonia); Consigliere: Cristina Todaşcă (Romania)
Principali risultati: Prima partecipazione di EYCN all'EuCheMS Chemistry Congress (ECC5) svoltosi ad Istanbul (Turchia) nel 2014.
- 2012-2013

Presidente: Cristina Todaşcă (Romania); Segretaria: Aurora Walshe (Regno Unito)
Principali risultati: EYCN viene organizzato per la prima volta in gruppo di lavoro, identificando una persona a capo di ogni quadra e coinvolgendo i rappresentanti nazionali come membri dei gruppi di lavoro.
- 2010-2012

Presidente: Viviana Fluxa (Svizzera); Segretaria: Cristina Todaşcă (Romania); Responsabile delle relazioni con le industrie: Lineke Pelleboer (Olanda); Responsabile della comunicazione: Guillaume Poisson (Francia); Responsabile delle iscrizioni ed adesioni: Aurora Walshe (Regno Unito); Curatrice del sito web: Magorzata Zaitz (Polonia)
Principali risultati: Sviluppo del sito web di EYCN e partecipazione attiva al terzo EuCheMS Chemistry Congress, svoltosi a Norimberga (Germania) nel 2010.
- 2009-2010

Presidente: Sergej Toews (Germania); Segretaria: Helena Laavi (Finlandia); Responsabile delle relazioni con le industrie: Viviana Fluxa (Svizzera); Responsabile della comunicazione:: Dan Dumitrescu (Romania); Responsabile delle iniziative scientifiche: Ilya Vorotyntsev (Russia)
Principali risultati: Sviluppo dell’identità di EYCN.
- 2006-2009

Presidente: Csaba Janáky (Ungheria); Segretaria: Emma Dumphy (Svizzera); Tesoriere: Juan Luis Delgado de la Cruz (Spagna); Responsabile delle relazioni con gli sponsor: Jens Breffke (Germania); Responsabile delle comunicazioni: Cristina Todaşcă (Romania)

Principali risultati: Fondazione di EYCN a Berlino da parte dei rappresentanti di 12 Società Chimiche europee.

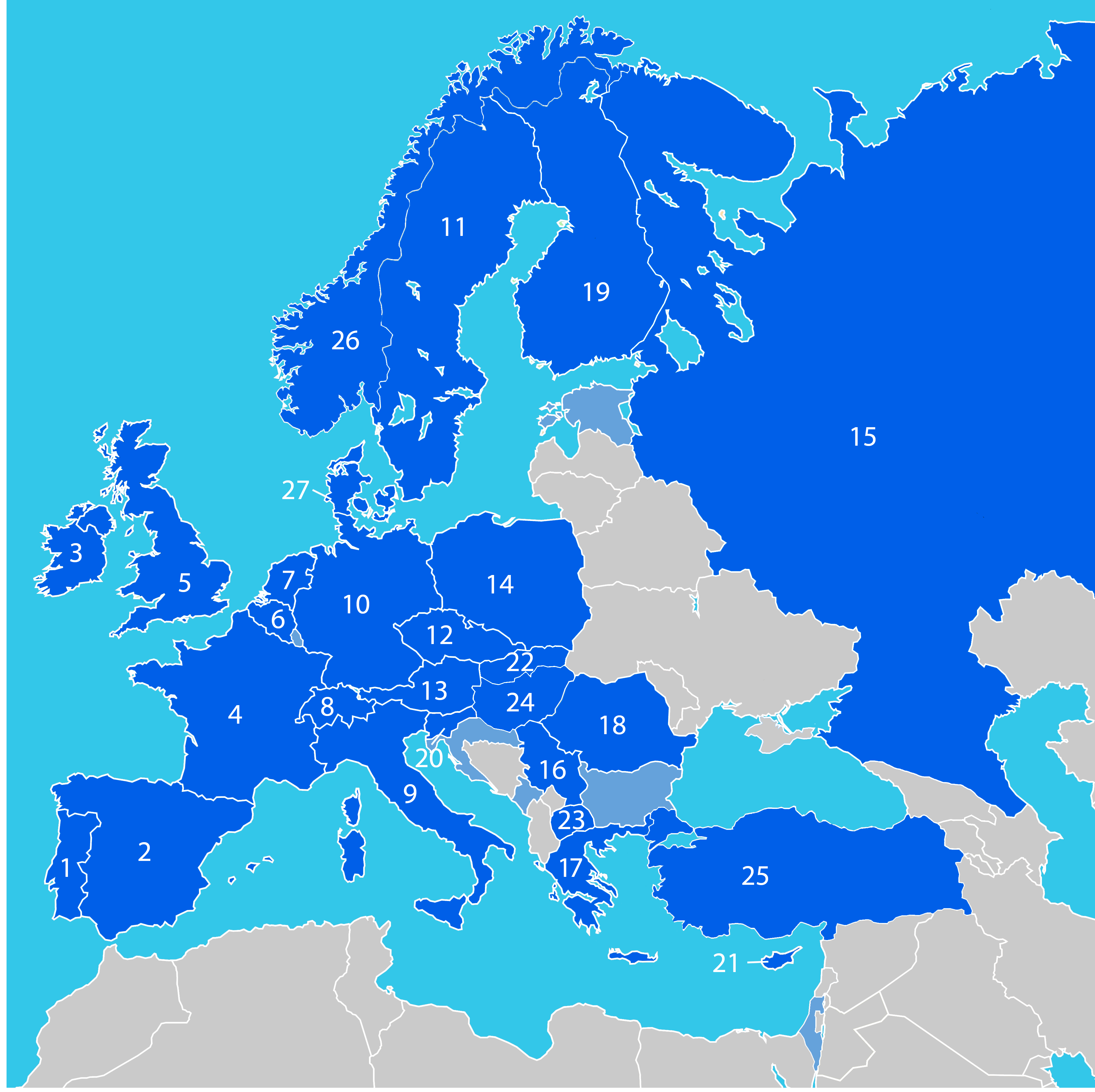
Mappa di tutte le nazioni aventi rappresentanza attiva in EYCN (13) Austria (2008), (6) Belgio (2008), (20) Croazia (2019), (21) Cipro (2017), (12) Repubblica Ceca (2007), (27) Danimarca (2019), (19) Finlandia (2008), (4) Francia (2007), (10) Germania (2006), (17) Grecia (2011), (24) Ungheria (2006), (3) Irlanda (2008), (9) Italia (2007), (23) Repubblica della Macedonia del Nord (2018), (7) Olanda (2007), (26) Norvegia (2014), (14) Polonia (2008), (1) Portogallo (2007), (18) Romania (2007), (15) Russia (2008), (16) Serbia (2011), (22) Slovacchia (2018), Slovenia (2015), (2) Spagna (2007), (11) Svezia (2010), (8) Svizzera (2007), (25) Turchia (2007), (5) Regno Unito (2007)